# Francesco Lussana
Francesco Lussana (Seriate, 18 ottobre 1958) è uno scultore italiano.

## Biografia

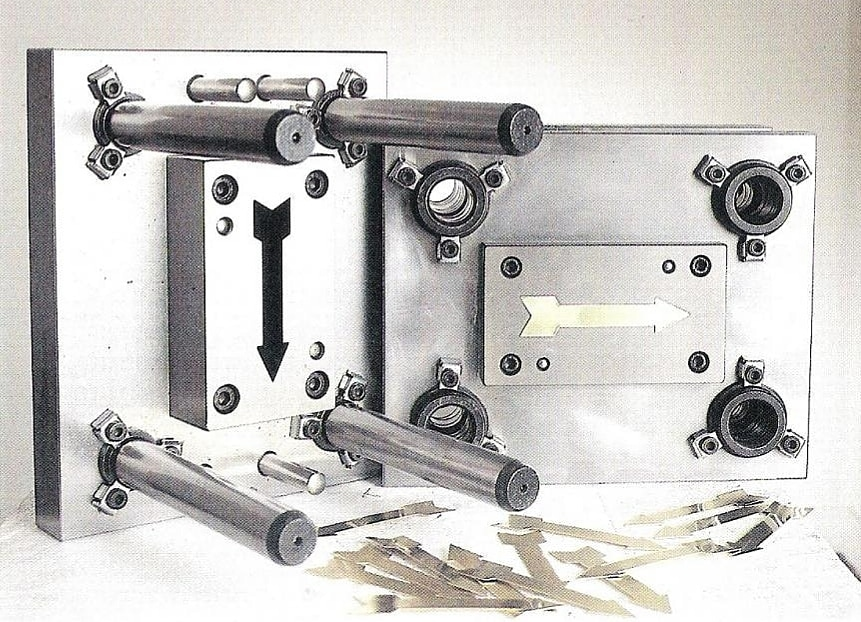
L'opera "Stampo"

Francesco Lussana si forma artisticamente nel luogo di lavoro, un'azienda metalmeccanica nella provincia di Bergamo in cui inizia come fresatore, dove comincia a maturare una visione artistica del processo industriale. Questa visione lo porterà, nel 1994, a realizzare Stampo, la sua prima opera ricavata dall'attrezzatura per la tranciatura di una freccia. Seguono altri lavori che ricalcano la filosofia dei prodotti industriali vettori del suo pensiero artistico.
Le opere iniziano ad incuriosire il mondo artistico bergamasco, interesse che si concretizza nel 1995 con una mostra personale, intitolata Lussana moulds, presso la Galleria Transit di Bergamo, a cui ne fa seguito un'altra l'anno successivo durante il convegno UCISAP (Unione Costruttori Italiani Stampi e Attrezzature di Precisione). Continua quindi con la Galleria Stefano Fumagalli di Bergamo, la quale gli organizza prima una mostra personale, poi lo inserisce in un’esposizione collettiva denominata "Insieme oltre una linea d'ombra“ 1998 che include tra gli altri Giuseppe Uncini, Pino Pinelli, Carla Accardi e Agostino Bonalumi. 
Gli anni successivi lo videro attivo in iniziative organizzate dalla Galleria d’arte Bergamo che lo spinsero a provare nuove soluzioni come nell'opera "Ambiente" (anno 2000), in cui steli di lamiera illuminati da tre fari riproducevano sulle pareti innumerevoli forme, oppure il progetto presentato l'anno successivo, in cui propose un'installazione audiovisiva creata con pannelli colorati e videoclip che diffondevano l’assordante rumore delle macchine utensili. 

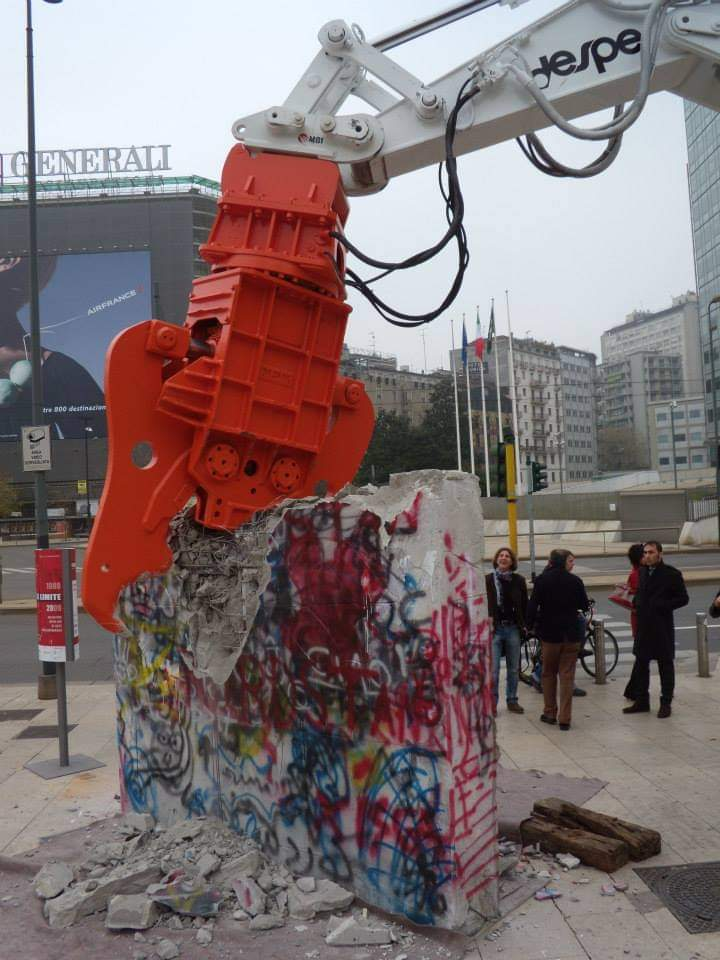
L'installazione "Abbattere per ricostruire"

Come scritto da Giulia Santi, "(Lussana) prende pezzi di macchine e li istituisce a oggetti plastici, simulacri di un nuovo mito dello spazio. La sua non é certo una poetica del rottame, né dell'oggetto trovato, piuttosto un gesto elettivo che trasforma le cose insignificanti in oggetti significativi. Separando una "cosa" dalla sua funzione utilitaria, le fa assumere un significato simbolico, oltrepassando il proprio limite intrinseco e finendo per acquistare un significato spaziale. Utilizza elementi di rappresentazione oggettiva del reale estrapolati brutalmente dal contesto al fine di mostrare realtà "altre". Non gli interessa elaborare prodotti finiti, piuttosto cogliere l'unicità di alcuni componenti del lavoro seriale di produzione, dando un valore aggiunto ad un prodotto prima ancora che venga realizzato: decontestualizza i prodotti metallici, fermandone la produzione a un dato momento. E così espone i suoi lavori bidimensionali a parete, presentando opere frutto di un'interruzione voluta, che impediscono a chi le guarda di capire cosa sarebbero diventate se il processo industriale avesse fatto il suo corso.".
In occasione del ventennale della caduta del muro di Berlino, durante l'evento milanese "Plaza 2009" propone l’installazione "Abbattere per ricostruire", costituita da un escavatore ed un muro di cemento armato che in nella performance verrà parzialmente distrutto. 
Si dedica in seguito all'esecuzione di opere in luoghi pubblici, realizzate in collaborazione con aziende del territorio, mantenendo sempre la prerogativa di "arte industriale".

## Mostre personali
- 1995 "Lussana Moulds", Galleria Transit, Bergamo
- 1996 Convegno UCISAP, Milano
- 1997 Galleria Stefano Fumagalli, Bergamo
- 2000 Galleria D’Arte Bergamo, Bergamo
- 2000 "Onori di casa", ALER, Bergamo
- 2001 "SMED: tempo–colore–rumore", Galleria D’Arte Bergamo, Bergamo
- 2007 "BAF Bergamo Arte Fiera di Bergamo"
- 2011 "Mobilità leggerezza tecnologia", Spazio Arte Hangar Audi, Bergamo
- 2011 "Dai materiali alla materia", Galleria Scoglio di Quarto, Milano
- 2012 "BAF Bergamo Arte Fiera di Bergamo"
- 2025 " IN PRINCIPIO ...  " Chiesa di Santa Maria Assunta  - Torre Boldone  - Bergamo

## Mostre collettive
- 1998 "Insieme oltre una linea d'ombra", Galleria Stefano Fumagalli, Bergamo
- 2006 "Un senso per l'arte". Mostra tattile presso l’ex Chiesa di S. Agostino, Bergamo
- 2007 "Con = Pressione", Studio Balini, Bergamo
- 2009 "Plaza 2009-Oltre il limite", Milano
- 2009 "Officinelleni", Galleria Elleni, Bergamo
- 2013 "Open 16". Esposizione internazionale di sculture ed installazioni. Isola di San Servolo, Venezia.
- 2015 "2.0 Watt. Fabbrica di memorie", presso gli spazi ex Zerowatt, Nese (BG).
- 2023 "Ecce Covid", Bergamo/Brescia
- 2023 " Con-Tatto " - Mostra tattile - Spazio Cento4 , Bergamo
- 2023  " Spazio - Tempo ,  Esposizione di scultori Bergamaschi dal Novecento a oggi - Centro Culturale  G.Testori ex Convento dei Cappuccini  Vertova BG
- 2023 " Ieri oggi e domani " Esposizione di Arte Contemporanea - Risma 11 Multifactory - Alzano Lombardo - BG

## Opere in luoghi pubblici
- 2012 "Struttura OMCN interruttore ITALGEN", Parco del Volontariato di Villa di Serio, lungo la pista ciclabile della val Seriana

- 2016 "Steli EN 10219", Colzate (BG). Installazione, posta a lato della pista ciclabile, formata da 24 tubi di acciaio volta a commemorare le 24 persone che persero la vita a causa di un mitragliamento del treno Bergamo-Clusone avvenuto nel 1945 durante la seconda guerra mondiale.

- 2018 "Ciclotte". Realizzazione in scala 3/1 dell'attrezzo da fitness, inizialmente collocata nel cortile del Museo Bernareggi a Bergamo, ora nel parco del municipio del comune di  Zanica (BG)

- 2019 "Telaiostruttura", progetto realizzato con la partecipazione dei ragazzi frequentanti il patronato san Vincenzo (BG) e collocata nel cortile dello stesso istituto.

- 2019 "Portale SITIP", Bosco urbano di Torre Boldone (BG). Opera rappresentante la porta d’ingresso della valle Seriana, posta all’inizio della strada provinciale 35.

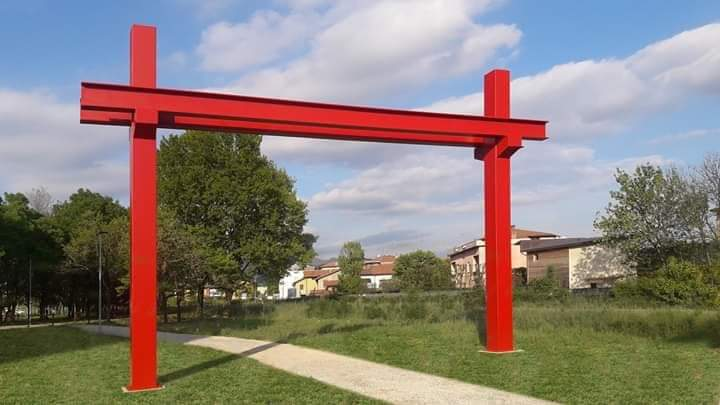
La porta della val Seriana, Torre Boldone

- 2023 " Zerowatt", Nese, fraz. di Alzano Lombardo (BG). Opera realizzata in occasione dei 100 anni di fondazione della Società anonima Zerowatt.

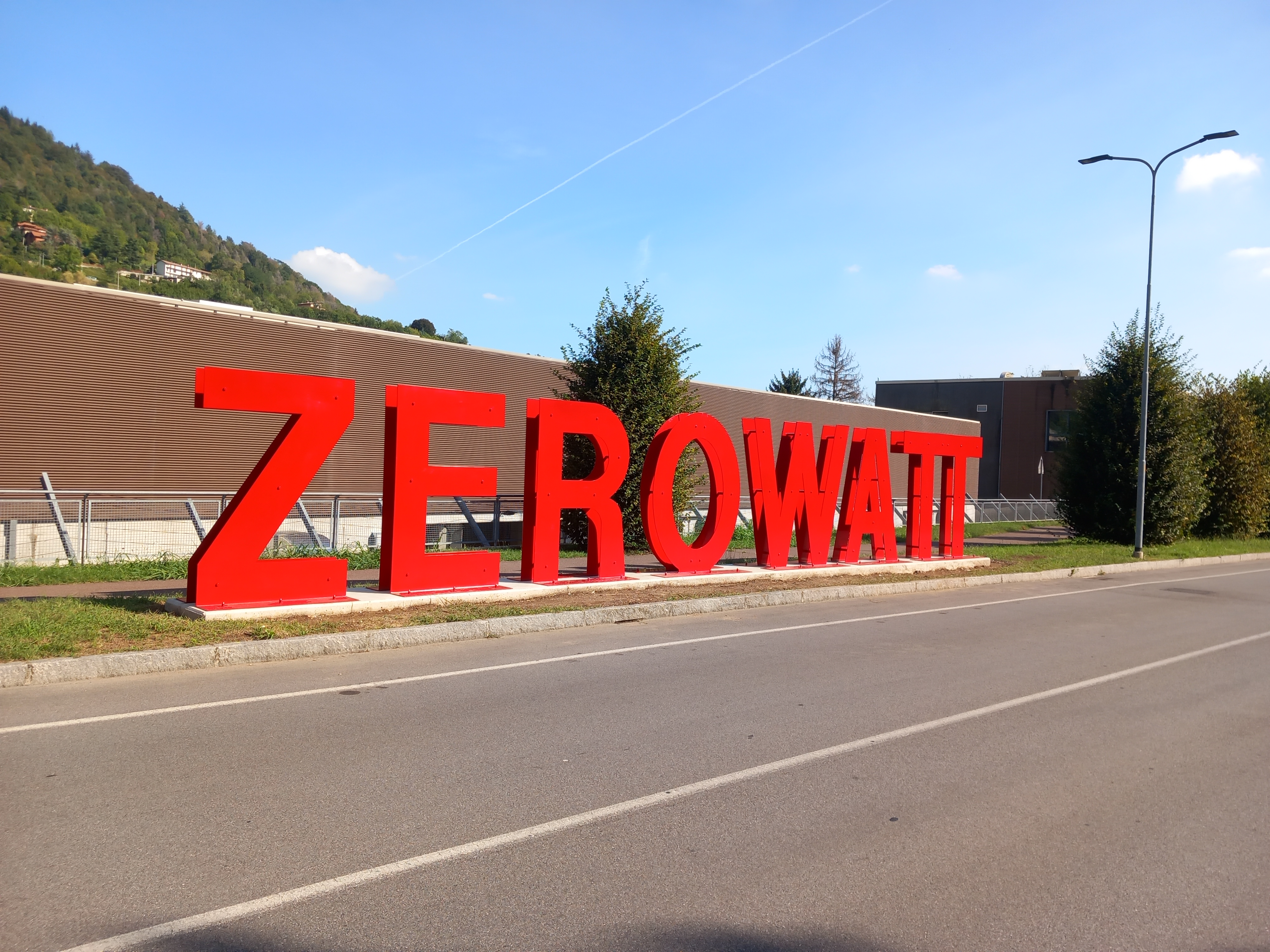
Scultura in ricordo dell'azienda produttrice di elettrodomestici

## Galleria d'immagini

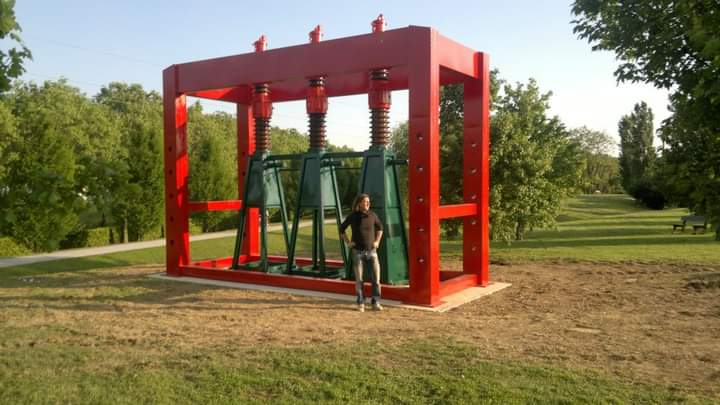
Villa Di Serio - Struttura OMCN - Interruttore Italgen
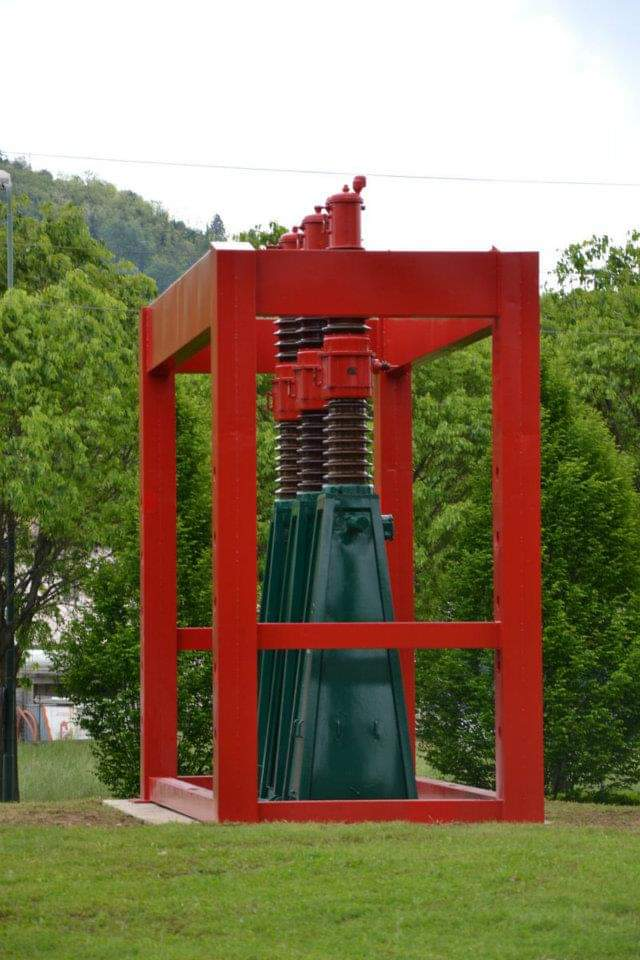
Villa Di Serio - Struttura OMCN - Interruttore Italgen
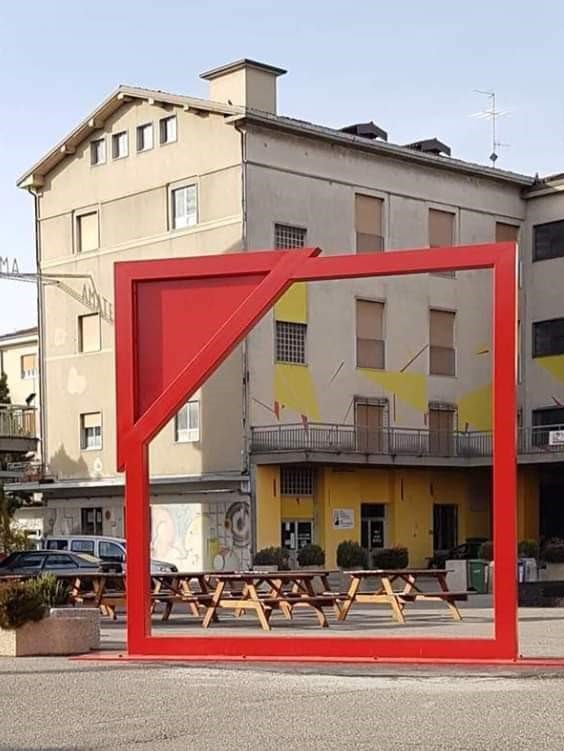
Bergamo - Patronato San Vincenzo-Telaiostruttura
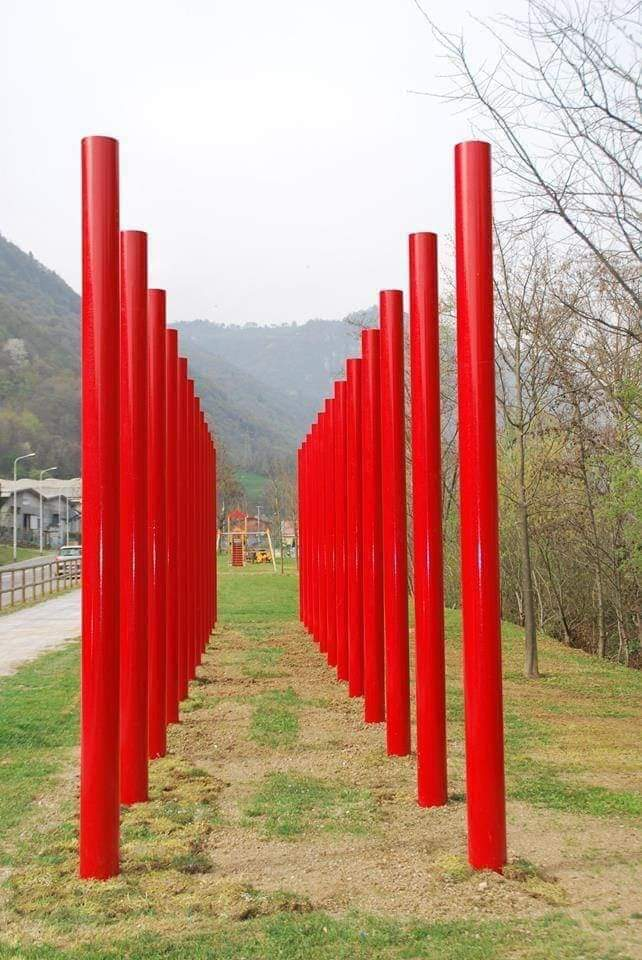
Colzate - Steli EN 10219
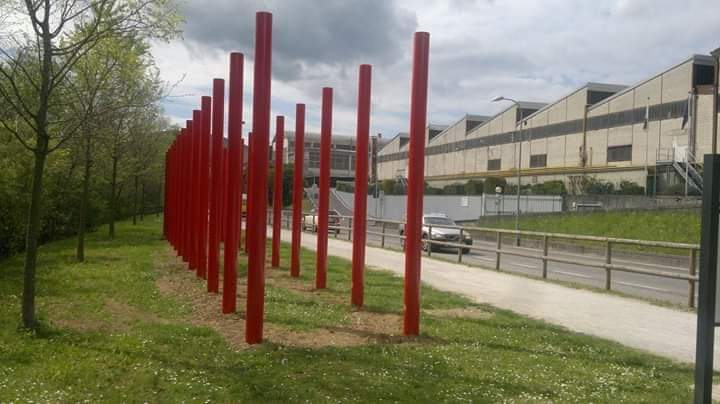
Colzate - Steli EN 10219
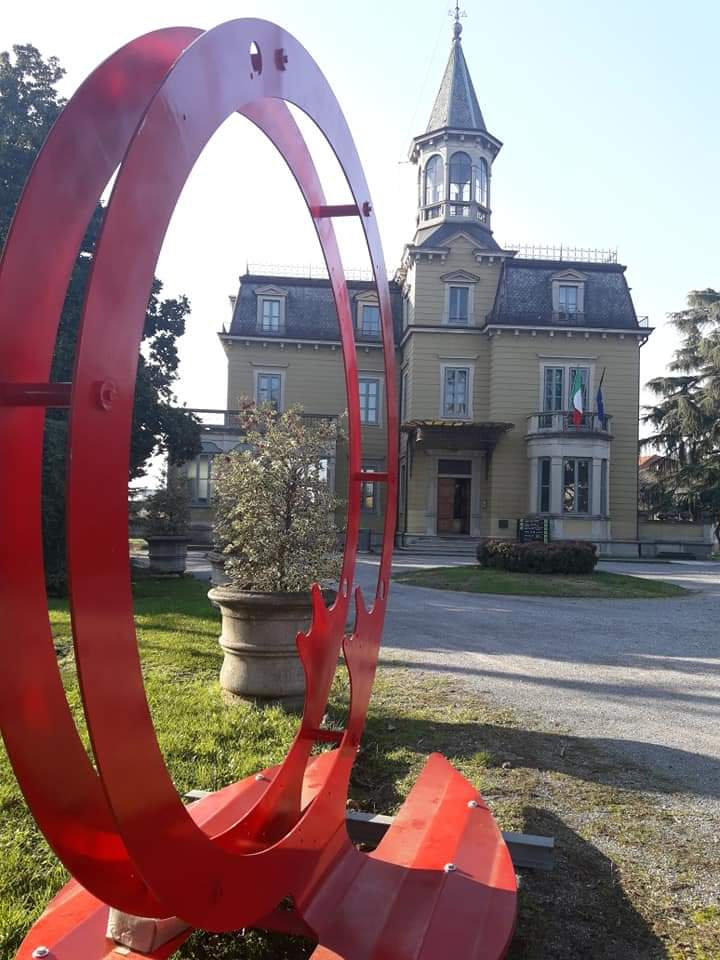
Zanica - Ciclotte
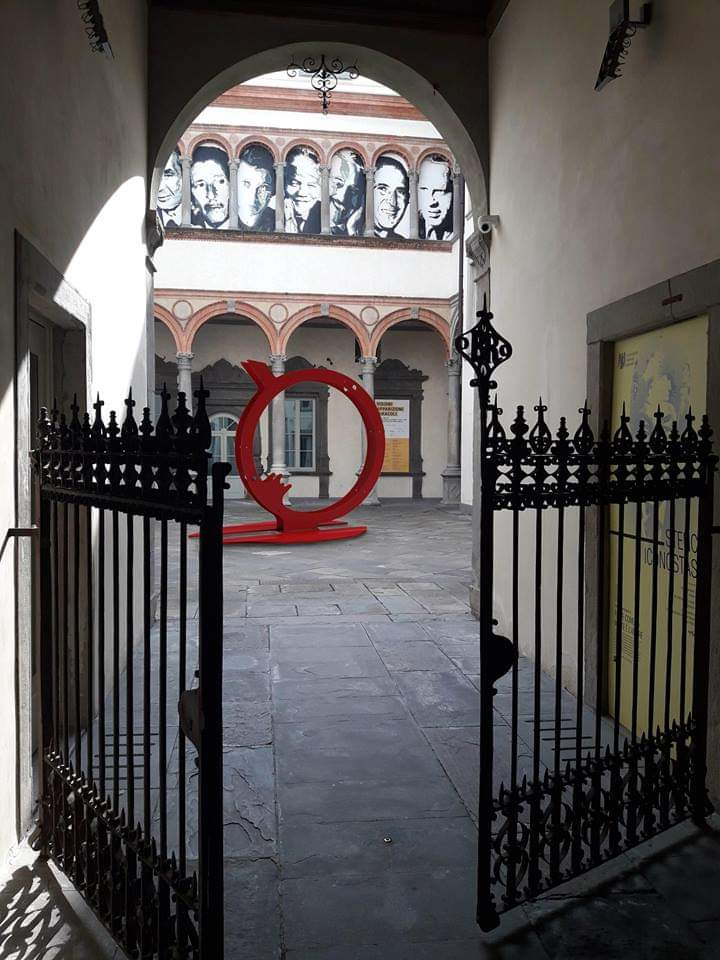
Bergamo - Museo Bernareggi - Ciclotte
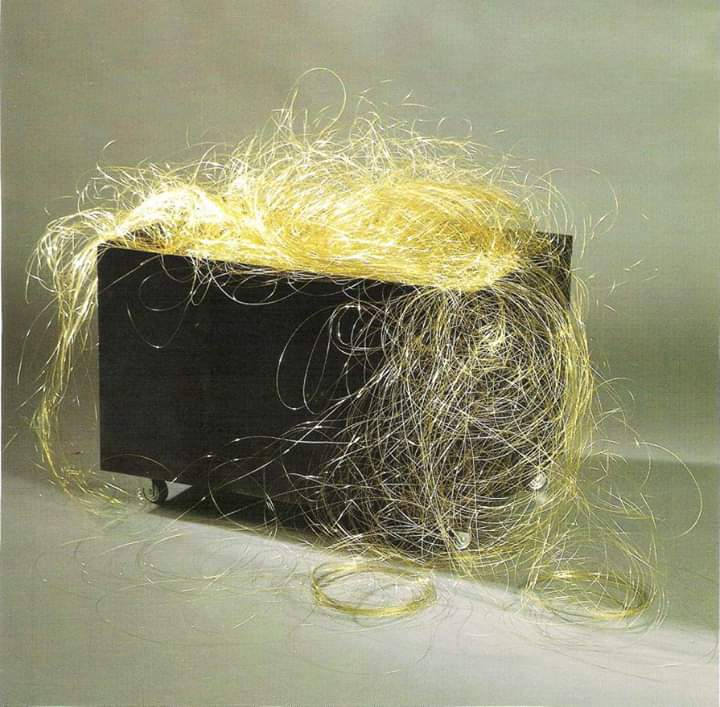
Lamiera e Ottone - Carrello con Filo
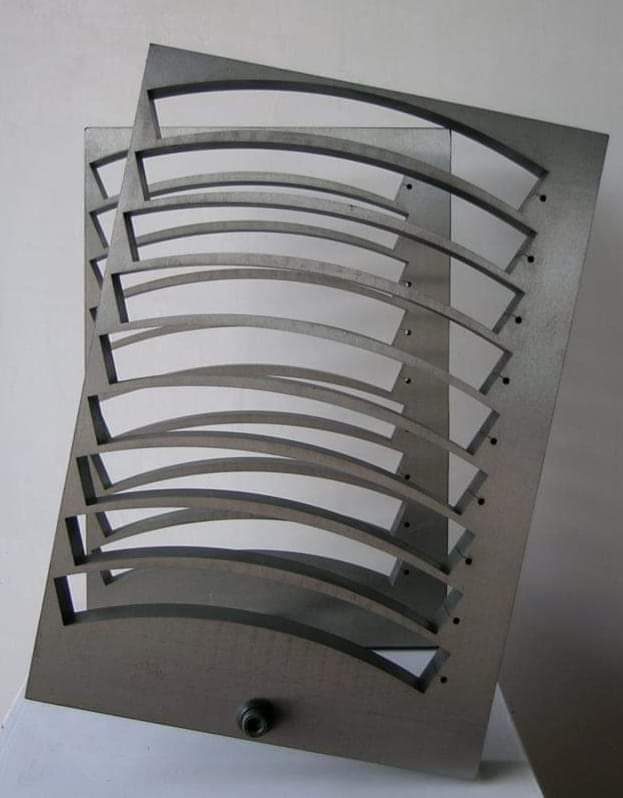
Acciaio - Archivio 1001
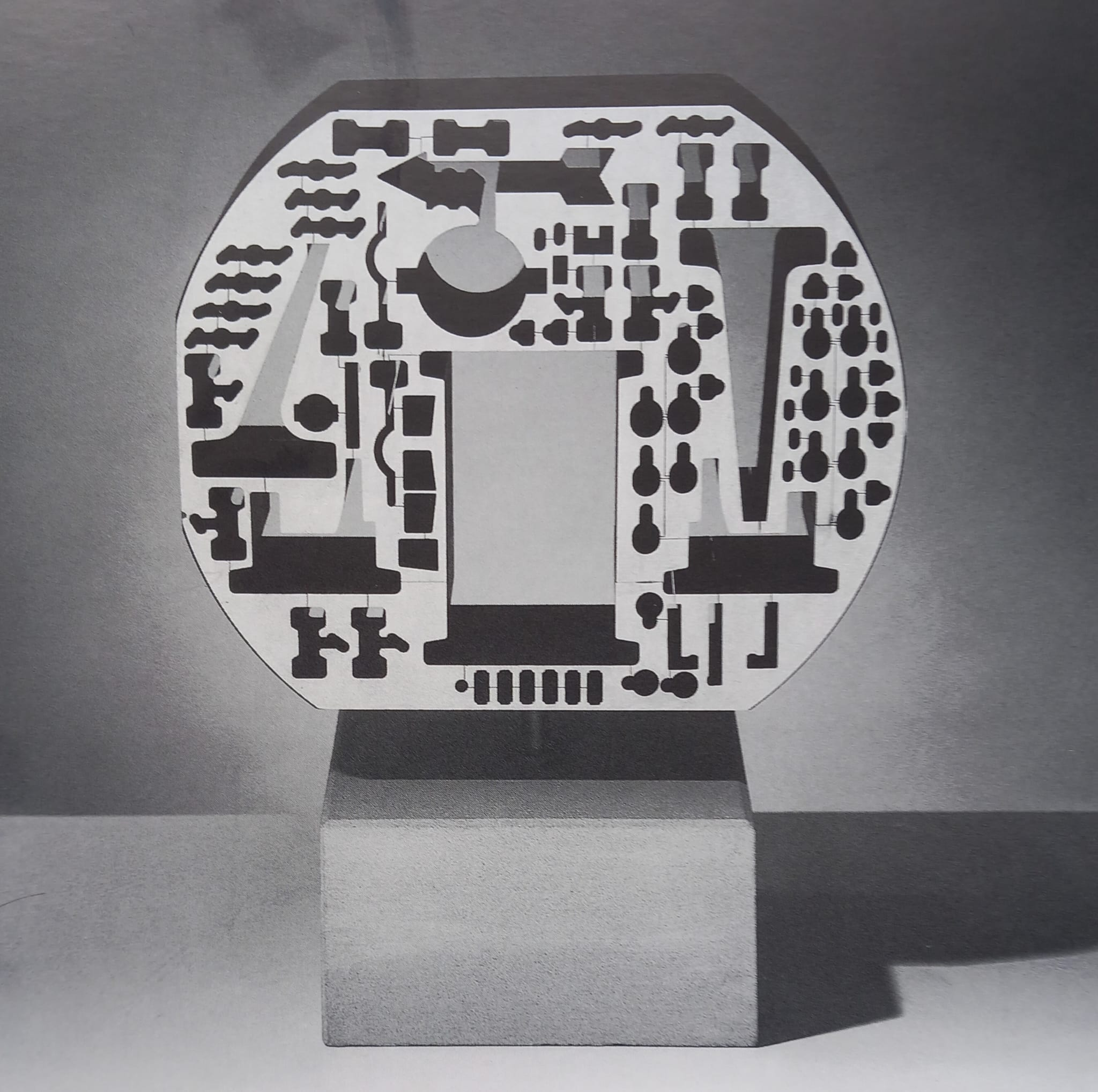
Acciaio - Archivio 1019
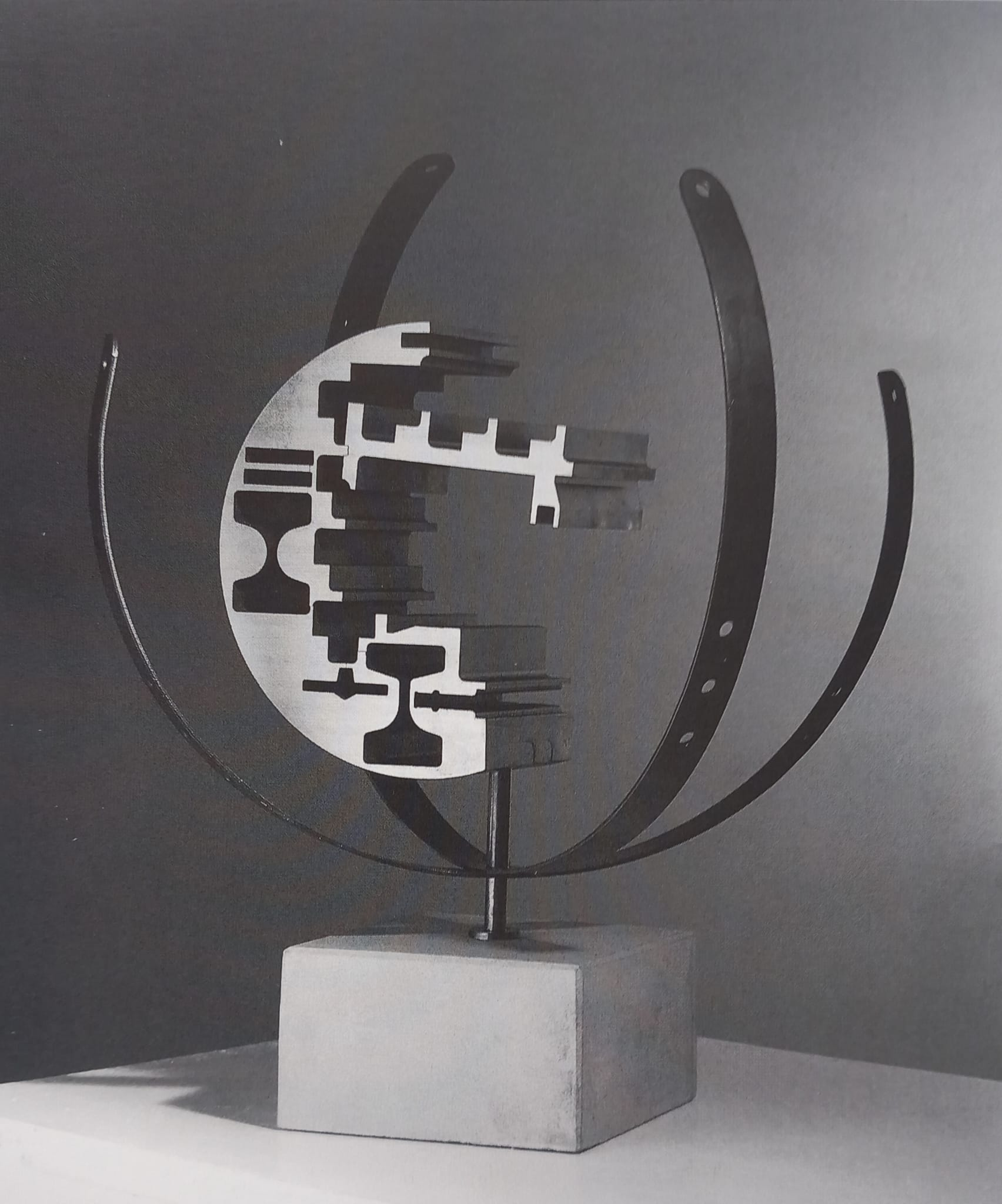
Acciaio - Archivio 1025
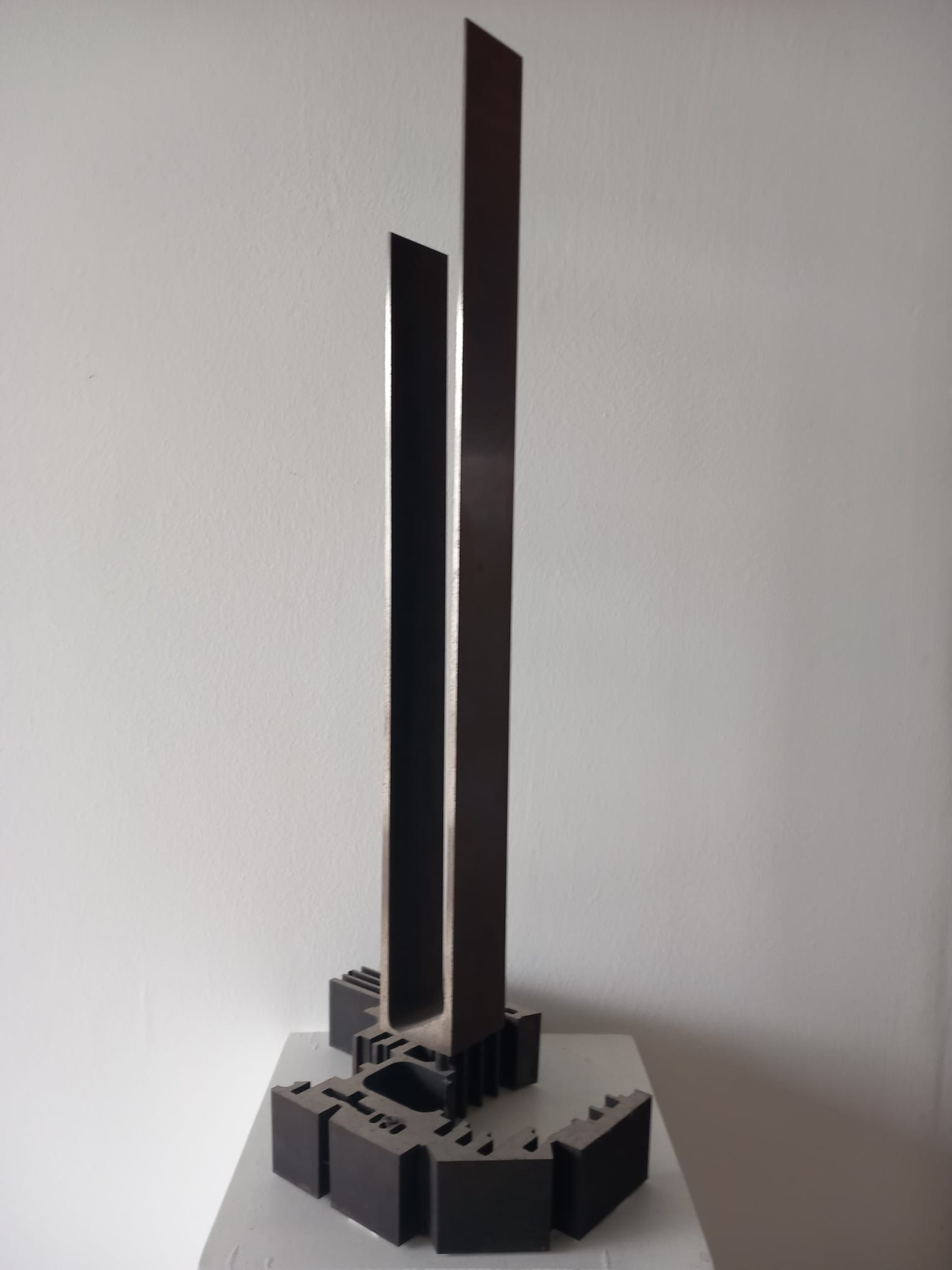
Acciaio - Archivio 1031
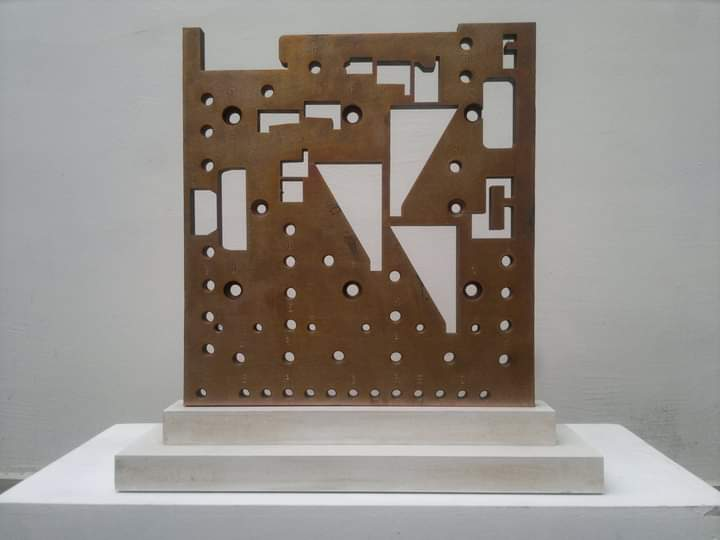
Rame  - Archivio 1043
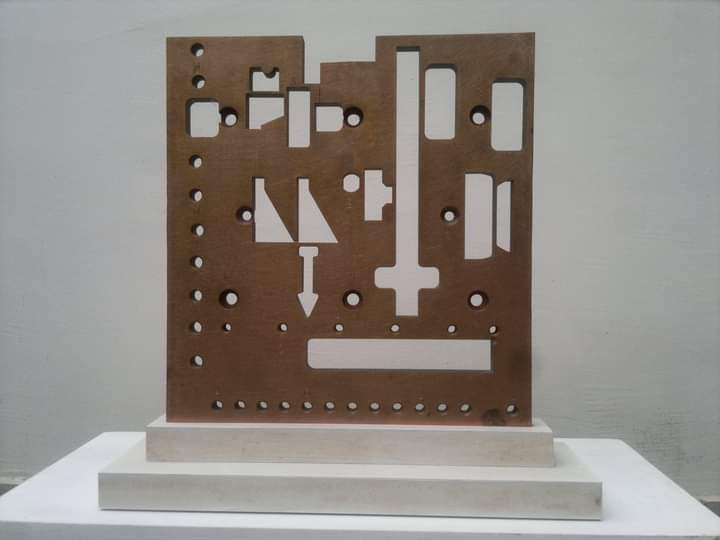
Rame  - Archivio 1044
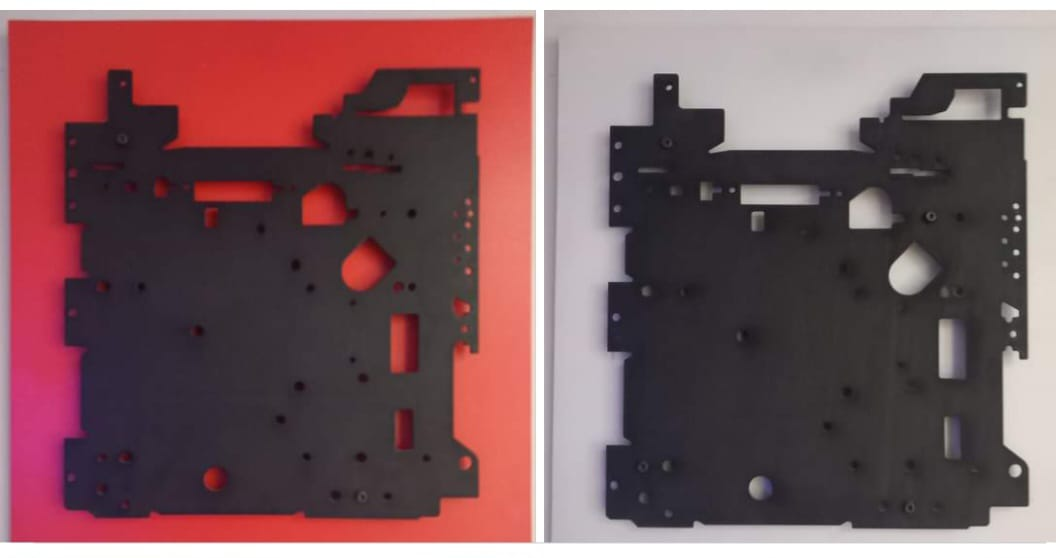
Lamiera e legno - Archivio 515